# Sesgo del superviviente

Las partes dañadas de los aviones que regresan de la batalla muestran los lugares en los que pueden sufrir daños y aun así volver a casa; los que son alcanzados en los lugares no señalados no sobreviven. Centrarse en reforzar las partes dañadas de los aviones supervivientes es un sesgo de supervivencia. Esto es una ilustración hipotética basada en el informe de Abraham Wald.

El sesgo del superviviente o sesgo de supervivencia es la falacia lógica que consiste en concentrarse en las personas o cosas que superaron un proceso de selección, pasando por alto a aquellas que no lo hicieron, típicamente por su falta de visibilidad. Esto puede llevar a conclusiones falsas de muy diferentes formas. Es una forma de sesgo de selección.
El sesgo de supervivencia puede llevar a creencias demasiado optimistas porque se ignoran los fracasos, como cuando se excluyen de los análisis del rendimiento financiero empresas que ya no existen. También puede llevar a la falsa creencia de que los éxitos de un grupo tienen alguna propiedad especial, en lugar de ser una mera coincidencia (la correlación demuestra la causalidad), aunque esta sea la tendencia. Por ejemplo, si tres de los cinco estudiantes con las mejores notas universitarias fueron a la misma escuela secundaria, eso puede llevar a creer que esa escuela secundaria debe ofrecer una educación excelente. Esto podría ser cierto, pero la cuestión no puede ser respondida sin observar cuáles fueron las calificaciones de todos los demás estudiantes de esa escuela secundaria, no solo de los que "superaron" el proceso de selección de los cinco mejores.
Otro ejemplo de una manifestación distinta del sesgo de supervivencia sería pensar que un incidente no fue tan peligroso como fue en realidad, porque todos con los que hubo comunicación después sobrevivieron. Incluso sabiendo que algunas personas murieron, estas no podrían sumar su voz a comunicación alguna, llevando a un sesgo en dicha comunicación.

## Ejemplos

### En negocios, finanzas y economía
En las finanzas, el sesgo de supervivencia es la tendencia a excluir de los estudios de rendimiento a las compañías fracasadas porque ya no existen. Eso es causa a menudo de que los resultados de los estudios se desvíen mucho porque solo las compañías que tuvieron el éxito suficiente para sobrevivir hasta el fin del periodo son incluidas. Por ejemplo, una selección de fondos mutualistas incluirá hoy solo aquellos que tienen éxito en este momento. Muchos fondos con pérdidas se cierran o se fusionan con otros fondos para ocultar un pobre comportamiento. En teoría, el 90 % de los fondos existentes podrían reivindicar sinceramente su buen rendimiento en el primer cuartil de sus referentes, si en ese grupo de se incluyesen fondos que han cerrado.
En 1996, Elton, Gruber, y Blake mostraron que el sesgo de supervivencia es mayor en el sector de los pequeños fondos que de las grandes mutuas (presumiblemente porque los fondos pequeños tienen una gran probabilidad de quebrar). Estimaron el tamaño del sesgo en la industria de los fondos mutualistas de los Estados Unidos en un 0,9 % anual, donde el sesgo se definía y medía como:

Sesgo es definido como la media α para los fondos supervivientes menos la media α de todos los fondos (donde α es el retorno ajustado al riesgo del S&P 500. Esta es la medida estándar del rendimiento de los fondos mutualistas).